# Androgeos Linea
L'Androgeos Linea è una struttura geologica della superficie di Europa.